# 九州大學醫院
九州大學醫院是日本福岡市東區的九州大學醫學部、齒學部附屬教學醫院。另在大分縣別府市設有分院九州大學醫院別府醫院。2014年患者人數有醫科門診521,830名、齒科門診168,992名、醫科入院396,823名、齒科入院12,957名。簡稱九大醫院。
作為在國際標準臨床研究等方面發揮核心作用的國內核心醫院，厚生勞動省將本院列為「臨床研究中核醫院」。

## 概要
病床數1,275床，門診患者一日平均2,500人。診療科系統分為九個「分區櫃台」處理付費業務以加快速度。患者是以編號叫號。
新醫院棟為地上11層、地下1層、高56公尺的建築，樓板面積約12萬平方公尺，總工程費用約1千億日圓，工期長達11年半。同時是國立大學首座採用避震系統的建築物。
2016年（平成28年）1月27日取得臨床研究中核醫院認可。

## 診療科

### 內科
- 血液·腫瘤·心血管內科
- 免疫·膠原病·感染症內科
- 消化管內科
- 腎·高血壓·腦血管內科
- 內分泌代謝·糖尿病內科
- 肝臓·胰臓·膽道內科
- 心療內科
- 腦神經內科
- 心臟內科
- 呼吸科
- 小兒科
- 精神科神經科
- 放射線科
- 綜合診療科
- 先端分子·細胞治療科

### 外科
- 產科婦科
- 消化道外科
- 肝臓·脾臓·門脈·肝臓移植外科
- 膽道·胰臓·胰臓移植·腎臓移植外科
- 呼吸外科
- 乳腺外科
- 內分泌外科
- 血管外科
- 骨科
- 腦神經外科
- 心臓血管外科
- 小兒外科·生長外科·小腸移植外科
- 皮膚科
- 泌尿器·前立腺·腎臓·副腎外科
- 眼科
- 耳鼻咽喉·頭頸部外科
- 復健科
- 疼痛診所（麻醉科蘇生科）
- 整形外科

### 牙科
- 小兒牙科·特殊需求牙科
- 矯正牙科
- 齒內治療科
- 牙周病科
- 義齒補綴科
- 咬合補綴科
- 顎口腔外科
- 顔面口腔外科
- 牙科麻醉科
- 口腔影像診斷科
- 口腔綜合診療科
- 高齡者牙科·全身管理牙科

## 沿革
- 1867年：教授西洋醫學的黑田藩藩校贊生館成立。
- 1874年：於修猷館開設賛生館附屬醫院。
- 1877年：診療所更名為福岡醫院，同時移往博多中之島。
- 1879年：福岡醫院交由縣管轄，更名為縣立福岡醫學校附屬醫院。
- 1888年：縣立福岡醫學校廢止，更名為縣立福岡醫院。
- 1903年：設置京都帝國大學福岡醫科大學，縣立福岡醫院更名為京都帝國大學福岡醫科大學附屬醫院。
- 1911年：更名為九州帝國大學醫科大學附屬醫院。
- 1919年：更名為九州帝國大學醫學部附屬醫院。
- 1924年：設置生之松原分院。
- 1931年：大分縣別府市設置溫泉治療學研究所。
- 1947年：更名為九州大學醫學部附屬醫院。
- 1949年：更名為九州大學醫學部附屬醫院。
- 1964年：設置溫泉治療學研究所附屬醫院。
- 1967年：生之松原分院改為胸部疾患研究設施內科。齒科口腔外科獨立為齒學部附屬醫院。
- 1973年：胸部疾患研究設施內科在生之松原的診療業務結束，與本院合併。
- 1974年：胸部疾患研究設施內科更名為呼吸器科。
- 1982年：溫泉治療學研究所及醫學部附屬癌症研究設施改組合併為生體防御醫學研究所，溫泉治療學研究所附屬醫院更名為生體防御醫學研究所附屬醫院。
- 2003年：醫學部附屬醫院、齒學部附屬醫院、生體防御醫學研究所附屬醫院合併為現九州大學醫院。生體防御醫學研究所附屬醫院改組為別府先進醫療中心。
- 2008年：西翼開院。
- 2009年5月：看護師宿舍本館舊址設置停車場。
- 2009年6-9月：馬出保育所（暫稱）新建工程。
- 2009年6月16日至9月18日：新門診棟旁立體停車場建設工程。
- 2009年9月28日：新門診棟開院
- 2011年4月1日：組織重整，別府先進醫療中心更名為九州大學醫院別府醫院（日语：九州大学病院別府病院）。

## 醫療機關指定、認定
（下表來源）
| 保險醫療機關                         | 勞災保險指定醫療機關                 |
| 指定自立支援醫療機關（更生醫療）     | 指定自立支援醫療機關（育成醫療）     |
| 指定自立支援醫療機關（精神通院醫療） | 身體障害者福祉法指定醫師配置醫療機關 |
| 精神保健指定醫師配置醫療機關         | 生活保護法指定醫療機關               |
| 結核指定醫療機關                     | 指定養育醫療機關                     |
| 指定小兒慢性特定疾病醫療機關         | 難病患者醫療法指定醫療機關           |
| 戰傷病者特別援護法指定醫療機關       | 原子彈被害者醫療指定醫療機關         |
| 原子彈被害者一般疾病醫療處理醫療機關 | 母体保護法指定医師配置醫療機關       |
| 特定機能醫院                         | 臨床研究中核醫院                     |
| 災害據點醫院（地域）                 | 救命救急中心                         |
| 臨床研修醫院                         | 臨床修練醫院等                       |
| 臨床教授等醫院                       | 癌症診療連攜據點醫院                 |
| 愛滋病治療據點醫院                   | 特定疾患治療研究事業委託醫療機關     |
| DPC對象醫院                          | 綜合周產期母子醫療中心               |
| 救急告示醫療機關                     |                                      |

- 小兒癌症據點醫院[12]
- 公益財團法人日本醫療機能評價機構（日语：日本医療機能評価機構）認定醫院[13]

## 先進醫療
- 抗惡性腫瘤藥物治療的耐藥基因檢測
- 病毒引起難治性眼感染疾患的迅速診斷（PCR法）
- 細菌或真菌引起難治性眼感染疾患的迅速診（PCR法）
- 低密度脂蛋白血漿析離術
- 培美曲塞（Pemetrexed）靜脈給藥及順鉑靜脈給藥併用療法－肺癌（扁平上皮肺癌及小細胞肺癌除外，僅限從病理學確認完全切除之患者。）
- 在初次皮質類固醇治療中加入Clopidogrel、Pitavastatin及Tocopherol acetate合併投藥抑制股骨頭壞死－全身性紅斑狼瘡（僅限進行初次皮質類固醇治療的病患。）
- 帝盟多用量強化療法－膠質母細胞瘤（僅限於初次發作初次治療後復發或惡化的患者 。）
- S-1口服給藥與紫杉醇靜脈和腹腔內給藥的併用療法－胰臟癌（無遠距轉移、腹膜轉移。）
- Cyclophosphamide靜脈給藥及自身周邊血幹細胞移植術併用療法－全身性硬化症（僅限於對類固醇或至少一種類固醇以外之免疫抑製藥物有抵抗力的患者 。）（日本國內唯一）
- Nivolumab靜脈給藥及歐洲紫杉醇靜脈給藥併用療法－進行復發非小細胞肺癌（僅限於ＩＩＩB期、IIIC期或IV期，或術後復發需進行化療之患者。）
- 周術期Durvalumab靜脈給藥療法－肺尖-胸腔入口腫瘤（僅限於化學放射線療法後，無同側肺門淋巴結、縱隔腔淋巴結、同一肺葉或同側肺葉內的轉移及遠距轉移。）
- 腎血管平滑肌脂肪瘤的腎腫瘤凝固、燒灼術（僅限冷凍凝固。）－腎血管平滑肌脂肪瘤（僅限結節性硬化症。）
- Cyclophosphamide靜脈投藥療法－成人T細胞白血病（僅限於非血緣者之末梢血幹細胞移植。）

## 交通方式
- 福岡市地下鐵箱崎線「馬出九大醫院前站」下車。
- JR鹿兒島本線、JR篠栗線「吉塚站」下車步行10分。

## 設施

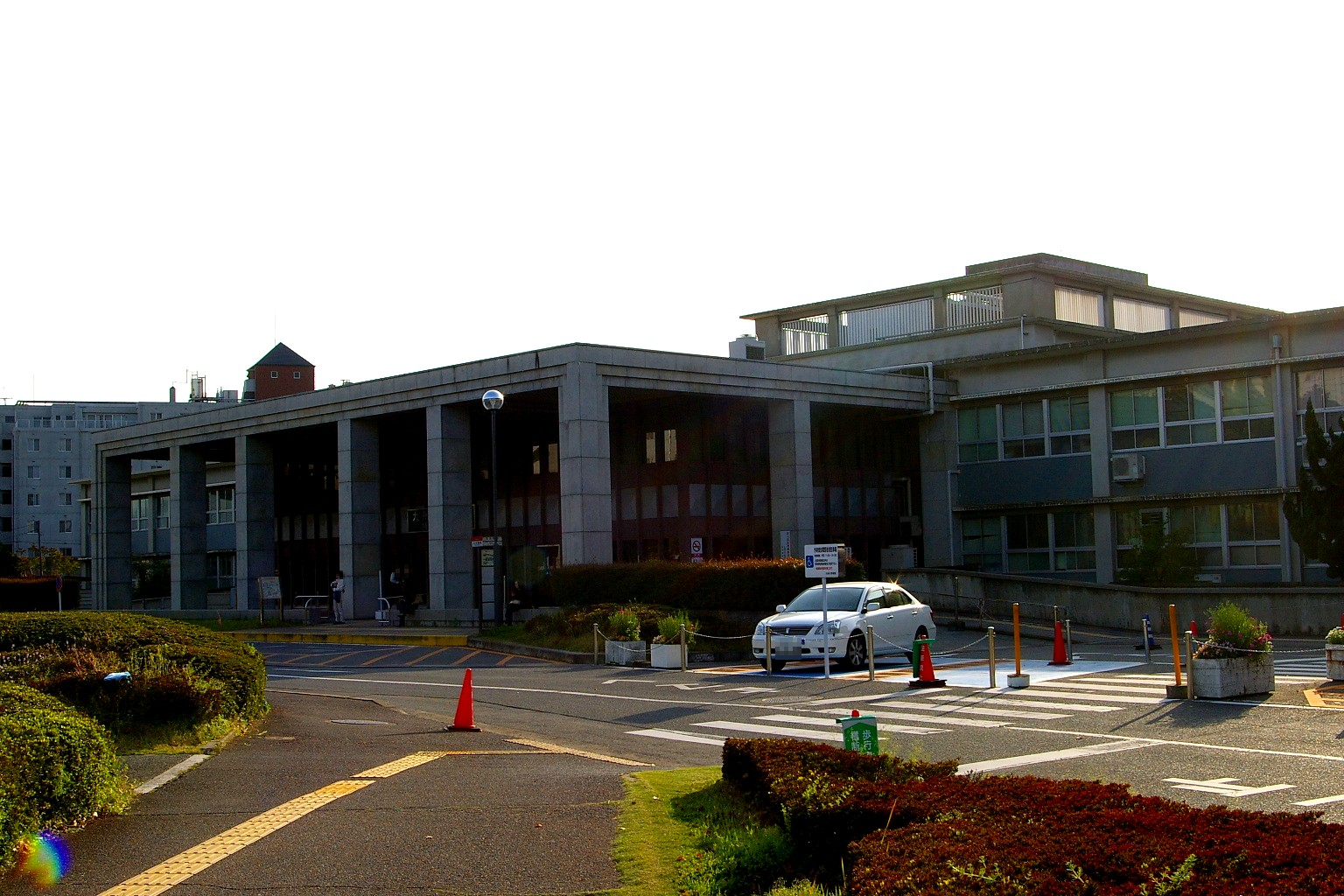
醫院門診診療棟
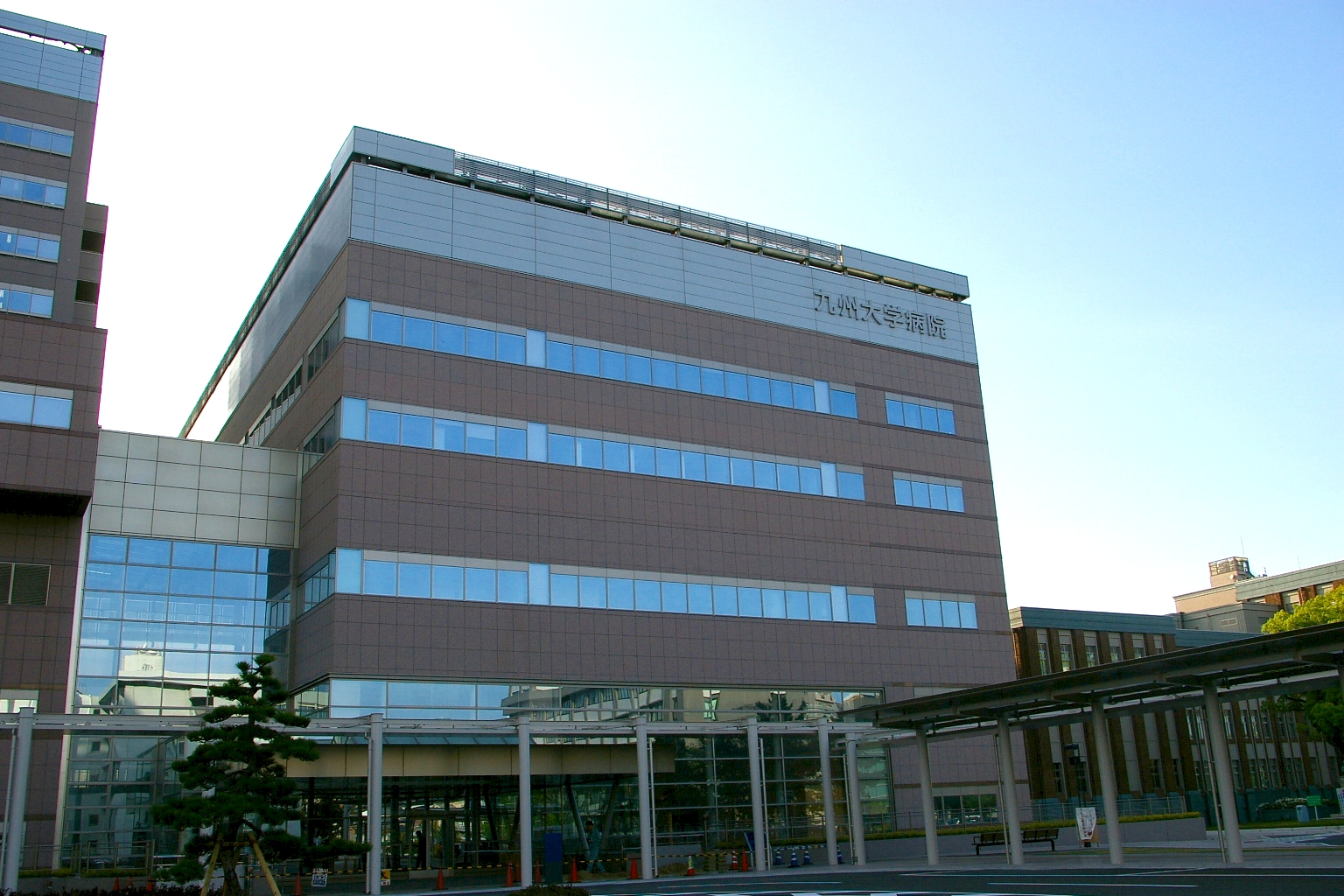
新醫院第三期棟 （新門診棟）
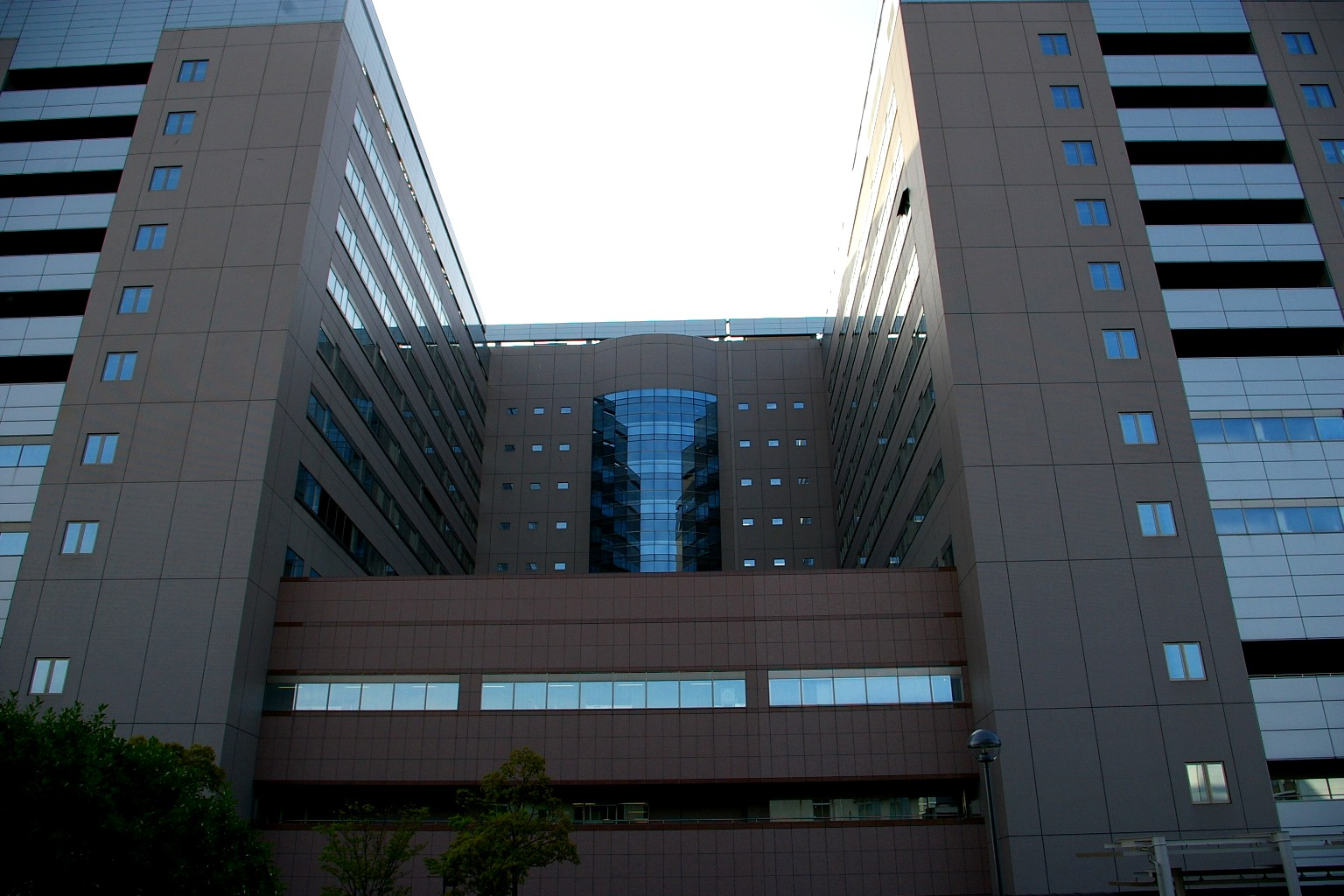
新醫院第一期棟與第二期棟之間
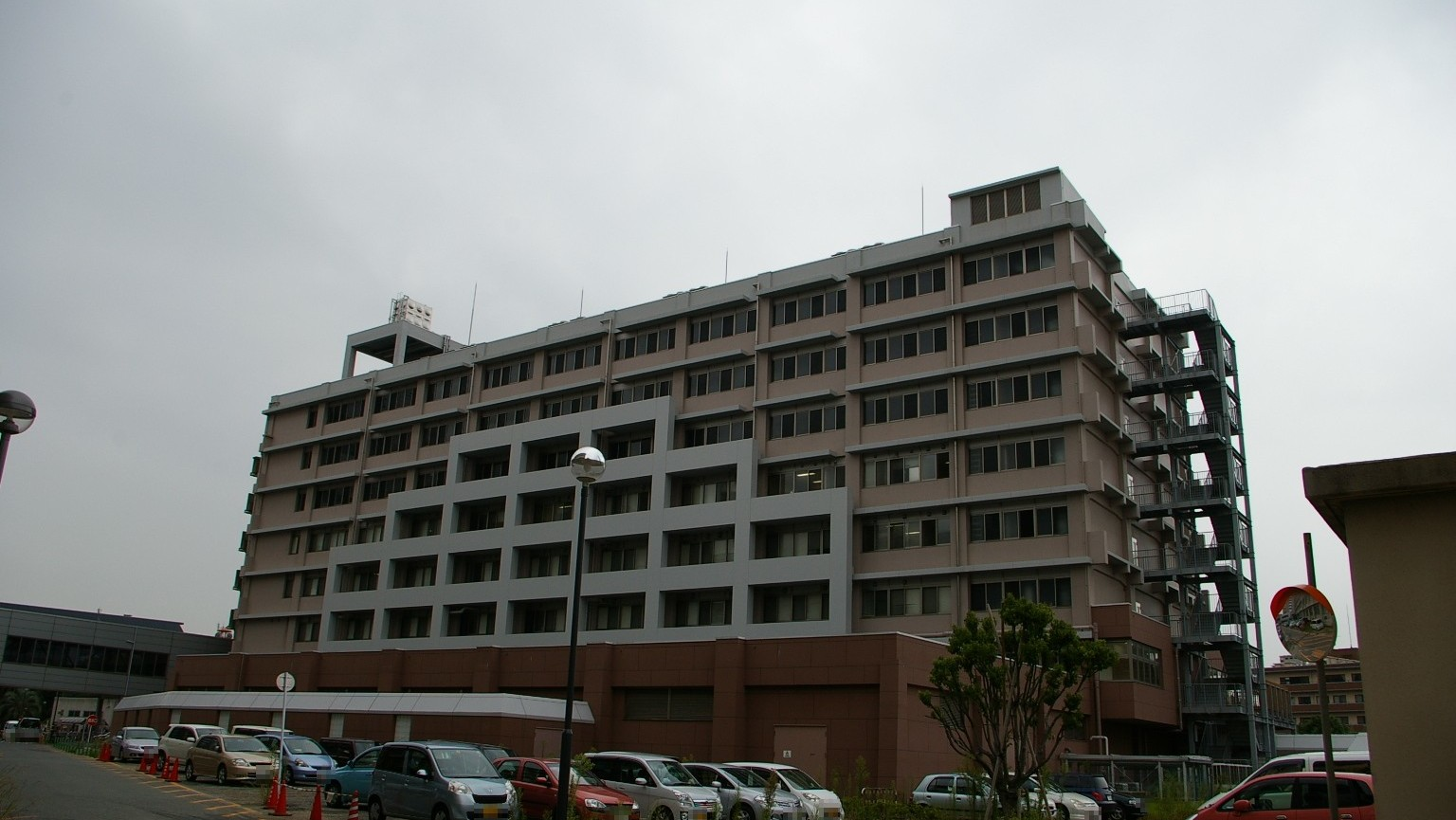
西翼
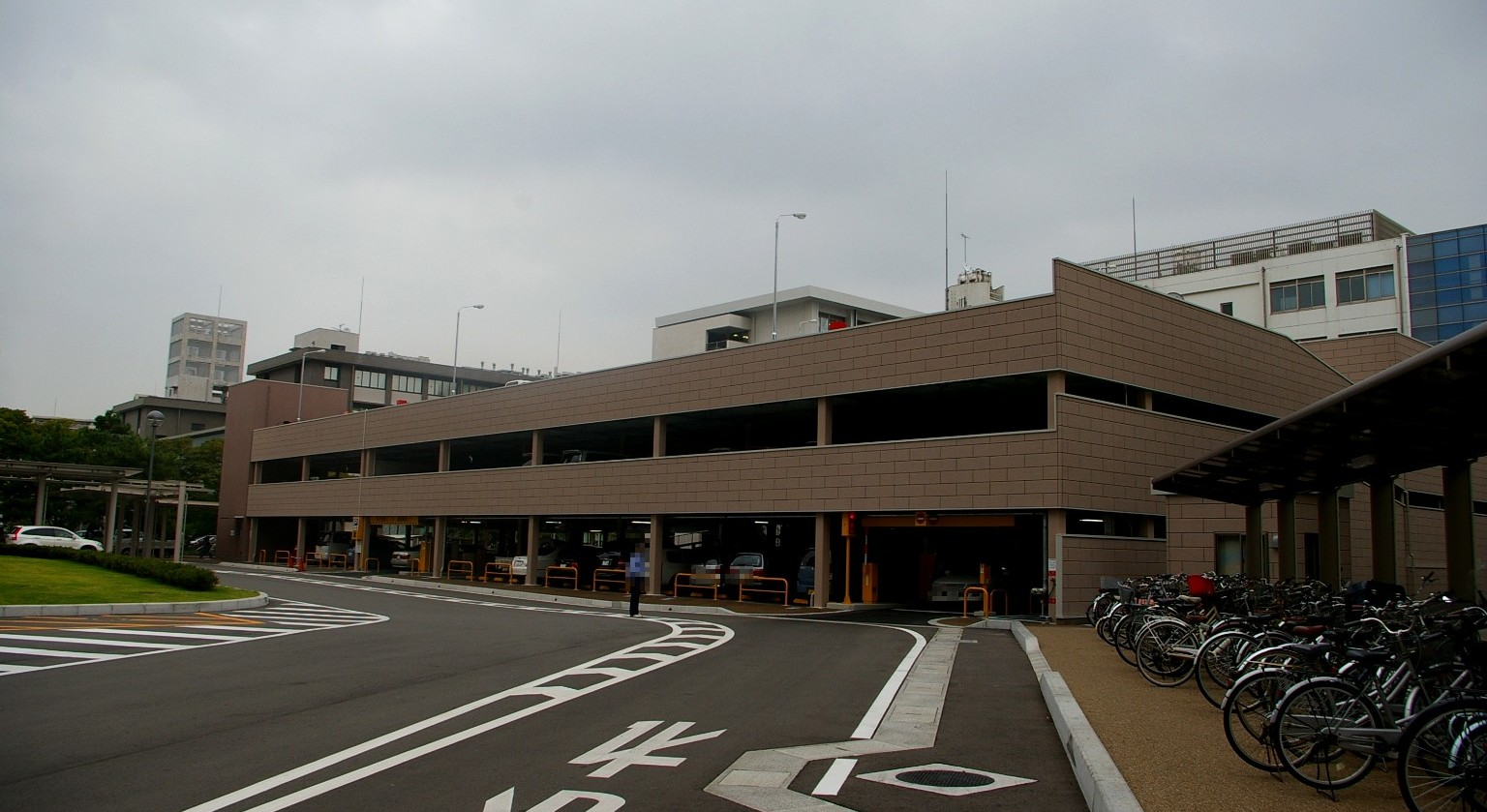
門診診療棟前停車場 （可容納186台）

## 外部連結
- 國立大學法人九州大學醫院 （页面存档备份，存于）
- 國立大學法人九州大學醫學部·大學院醫學系學府·大學院醫學研究院 （页面存档备份，存于）
- 國立大學法人九州大學齒學部·大學院齒學府·大學院私學研究院 （页面存档备份，存于）